# Arbeiterverein
Arbeitervereine waren aus der Arbeiterbewegung des 19. Jahrhunderts hervorgegangene Zusammenschlüsse mit politischem Charakter. Historisch betrachtet war das Ziel der Mehrzahl aller Arbeitervereine eine spürbare Verbesserung der sozialen Lage der Arbeiterschaft und bessere Arbeitsbedingungen. Heute dienen Arbeitervereine vornehmlich kulturellen und sportlichen Zwecken sowie dem geselligen Beisammensein der Arbeiter.

## Geschichte
Angesichts sich verschlechternder Arbeitsbedingungen im beginnenden 19. Jahrhundert regte sich in der Arbeiterschaft Unmut über die bestehenden Verhältnisse und zugleich entstand der Wunsch nach Veränderung. Aufgrund repressiver Gesetze in Deutschland war es den Arbeitern zunächst nicht möglich, sich hier zu Interessensgemeinschaften zusammenzuschließen. Daher waren die ersten Gründungen von deutschen Arbeitervereinen im europäischen Ausland zu verzeichnen. So schlossen sich im Jahre 1832 deutsche Handwerker, die aufgrund ihrer traditionellen Gesellenwanderung häufiger im Ausland unterwegs waren, in Paris zum Deutschen Volksverein zusammen. Erst mit den revolutionären Unruhen der Jahre traten Arbeitervereine öffentlich in Deutschland auf. Hier traten sie teils radikal für Veränderungen ein, wurden aber mit dem Scheitern der Revolution zunächst wieder zurückgedrängt. Dennoch blieben zahlreiche Arbeitervereine auch nach 1849 in Deutschland aktiv und organisierten sich in gewerkschaftsähnlichen Sammlungsbewegungen; einige von diesen gelten als direkte Vorläufer der SPD.
Daneben gab es vor allem seit der Zeit des Kaiserreichs auch konfessionelle Arbeitervereine (Katholischer Arbeiterverein, Evangelische Arbeitervereine), die sich von der Sozialdemokratie abgrenzten.

## Gegenwärtige Situation
Arbeitervereine dienen heute in erster Linie dem kulturellen, sportlichen oder geselligen Beisammensein, z. B. in Turn-, Wander- oder konfessionellen Vereinen. Darüber hinaus gibt es Zusammenschlüsse einzelner Interessengruppen, beispielsweise solcher mit Migrationshintergrund.